# Peter David
Peter David   (Fort Meade, 23 de setembre de 1956 - East Patchogue, 24 de maig de 2025) Peter Allen David sovint abreujat PAD, fou un escriptor estatunidenc de còmics, novel·les, televisió, pel·lícules i videojocs. El seu notable treball en còmics inclou una sèrie de 12 anys premiada a The Incredible Hulk, així com a Aquaman, Young Justice, Supergirl, Fallen Angel, Spider-Man, Spider-Man 2099 i X-Factor.
El seu treball de Star Trek inclou còmics, novel·les com Imzadi i la cocreació de la sèrie New Frontier. Les seves altres novel·les inclouen adaptacions cinematogràfiques, tie-ins de mitjans i obres originals, com ara les sèries Apropos of Nothing i Knight Life. El seu treball televisiu inclou sèries com Babylon 5, Young Justice, Ben 10: Alien Force i Space Cases, de Nickelodeon, que va crear conjuntament amb Bill Mumy.
David sovint descrivia en broma la seva ocupació com a "Writher of Stuff" (escriptor de coses), i destacava per la seva escriptura prolífica, caracteritzada per la seva barreja de problemes del món real amb humor i referències a la cultura popular, així com elements de metaficció i autoreferències.
David va guanyar diversos premis pel seu treball, incloent un premi Eisner de 1992, un premi Wizard Fan Award de 1993, un premi Haxtur de 1996, un premi Julie de 2007 i un premi GLAAD Media de 2011.

## Biografia
Els avis paterns de Peter David, Martin i Hela David, van emigrar a la dècada de 1930. David va néixer el 23 de setembre de 1956 a Fort Meade, Maryland de Gunter David i Dalia David (de soltera Rojansky), una mare jueva nascuda a Israel que havia treballat amb els descobridors de l'estructura de l'ADN James Watson i Francis Crick, i a qui David atribuïa el seu sentit de l'humor. Té dos germans, un germà Wally, set anys més jove que ell, que treballa com a administrador de sistemes informàtics al sector financer, i una germana més jove anomenada Beth.
David es va interessar per primera vegada pels còmics quan tenia uns cinc anys, llegint còpies de Casper i Wendy de Harvey Comics en una barberia. Es va interessar pels superherois a través de la sèrie de televisió Adventures of Superman. Tot i que els pares de David van aprovar la seva lectura dels còmics de Harvey i dels còmics amb personatges de Disney, no van aprovar els còmics de superherois, especialment els publicats per Marvel Comics, sentint que personatges que semblaven monstres, com la Cosa o Hulk, o que portaven disfresses d'ulls de bitxo, com Spider-Man, no semblaven heroics. Com a resultat, David va llegir aquests còmics en secret, començant amb el seu primer còmic de Marvel, Fantastic Four Annual núm. 3 (novembre de 1965), que va veure el casament de Mister Fantastic i la Invisible Girl. Els seus pares finalment li van permetre començar a llegir títols de superherois, dels quals el seu favorit era Superman. Cita a John Buscema com el seu artista preferit abans dels setanta. David va assistir a la seva primera convenció de còmics al voltant del moment en què es van publicar per primer cop els New Gods de Jack Kirby, després de demanar al seu pare que el portés a un dels espectacles de Phil Seuling a Nova York, on David va obtenir l'autògraf de Kirby, la seva primera trobada amb un professional del còmic.
El primer interès de David per escriure va sorgir a través del treball periodístic del seu pare, Gunter, que de vegades ressenyava pel·lícules i s'emportava el jove Peter (si era adequada per a l'edat). Mentre Gunter escrivia les seves crítiques a l'oficina del diari, David va escriure les seves, part de les quals de vegades s'incloïen en les crítiques publicades de Gunter. David va començar a tenir la idea de convertir-se en un escriptor professional als dotze anys, comprant una còpia de The Guide to the Writer's Market i subscrivint-se a revistes de temàtica similar, amb l'esperança de convertir-se en reporter.
David va viure a Bloomfield, Nova Jersey, en una petita casa a 11 Albert Terrace, i va assistir a l'escola primària Demarest. La seva família es va traslladar més tard a Verona, Nova Jersey, on hi va passar la seva adolescència. Quan va entrar a l'adolescència, havia perdut l'interès pels còmics, sentint que els havia superat. El millor amic de David a secundària i primer any de secundària, Keith, era gai, i David ha descrit com tots dos eren objectiu d'ostracisme i assetjament per part d'homòfobs.
Encara que la seva família finalment es va traslladar a Pennsilvània, les seves experiències a Verona el van amargar en aquella ciutat i van donar forma a les seves posicions sociopolítiques liberals respecte a les qüestions LGBT. Més tard va fer de Verona la ubicació de casa de la malvada Morgana le Fay a la seva novel·la Knight Life, i sovint ha parlat de les seves opinions progressistes sobre temes LGBT a la seva columna i al seu bloc.
L'interès de David pels còmics es va revifar quan va veure una còpia de Superman vs. Muhammad Ali (1978) mentre passava per davant d'un quiosc, i més tard, The X-Men nº 95 (data de portada octubre de 1975), i va descobrir en aquest darrer títol l'equip que havia aparegut per primera vegada a Giant-Size X-Men nº 1 (maig de 1975). Aquests dos còmics van ser els primers que va comprar en anys.
Un moment fonamental en el curs de les seves aspiracions es va produir quan va conèixer l'escriptor Stephen King en una signatura de llibres i li va dir que era un aspirant a escriptor. King va signar l'exemplar de David de Danse Macabre amb la inscripció: "Bona sort amb la teva carrera d'escriptor.", que ara David inscriu als llibres que li presenten els seguidors que li diuen el mateix. Altres autors que David cita com a influències inclouen Harlan Ellison, Arthur Conan Doyle, Robert B. Parker, Neil Gaiman, Terry Pratchett, Robert Crais i Edgar Rice Burroughs. Els llibres específics que ha esmentat com a favorits inclouen Matar un rossinyol, Tarzan of the Apes, La princesa promesa, The Essential Ellison, Una conxorxa d'enzes, Adams Versus Jefferson i El Quixot. David ha destacat Ellison en particular com a escriptor a qui ha intentat emular.
David va assistir a la Universitat de Nova York, on es va graduar amb una llicenciatura en periodisme.

## Carrera

### Treball primerenc
La primera tasca professional de David va ser cobrir la Convenció Mundial de Ciència Ficció celebrada a Washington el 1974 per al Philadelphia Bulletin.
David finalment va gravitar cap a la ficció després que els seus intents de periodisme no tinguessin èxit. La seva primera ficció publicada va aparèixer a Asimov's Science Fiction l'any 1980. Va vendre un article d'opinió a The New York Times, però en general les seves aportacions que van rebre un rebuig van superar amb escreix les que van ser acceptades.

### Carrera al còmics

#### Dècada de 1980

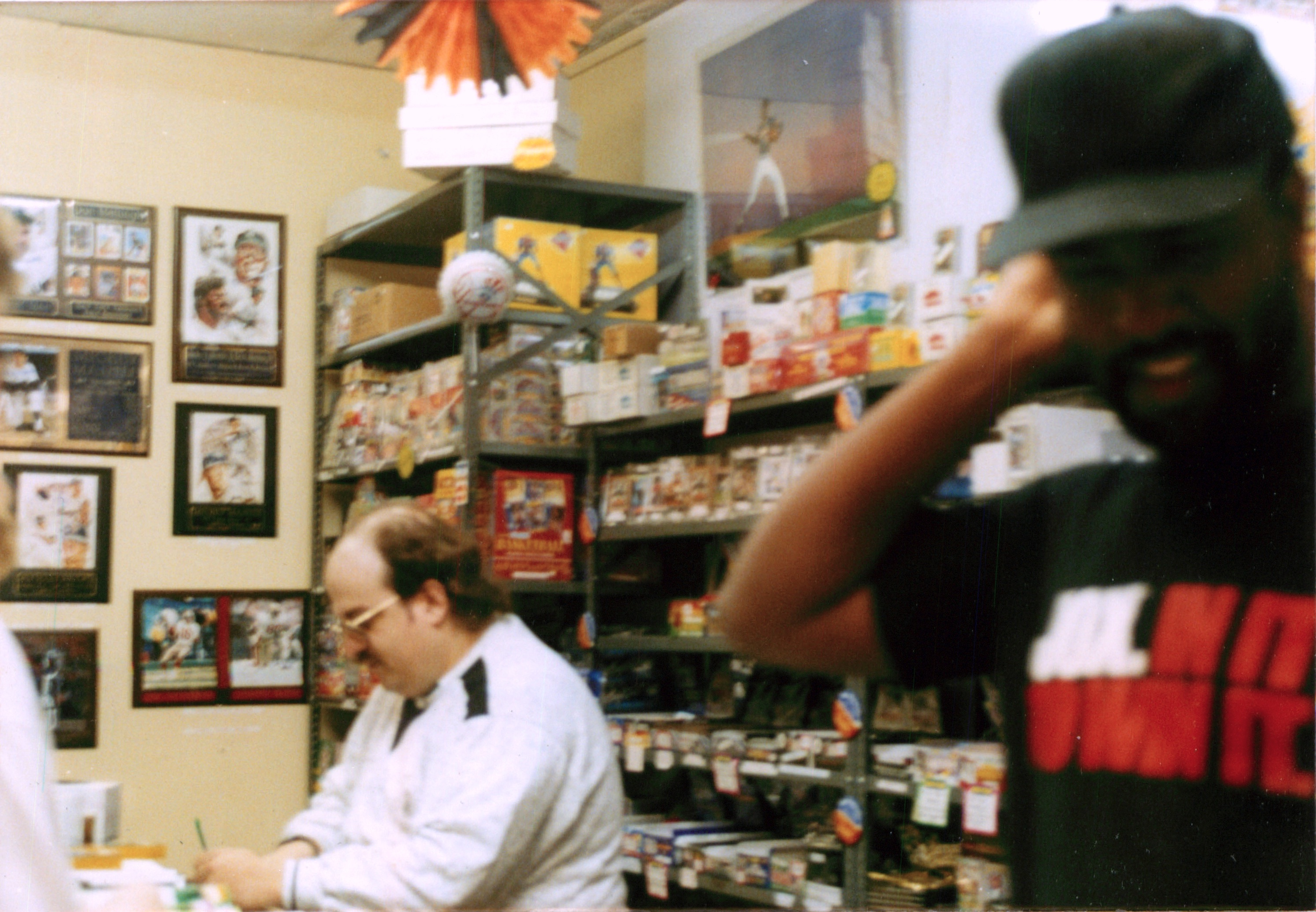
Peter David i Larry Stroman en una signatura de còmics per a X-Factor a principis de la dècada de 1990.

David finalment va abandonar la carrera d'escriptura i va començar a treballar en l'edició de llibres. El seu primer treball editorial va ser per al segell Elsevier/Nelson d'E. P. Dutton, on va treballar principalment com a ajudant del director en cap (editor-in-chief). Més tard va treballar en vendes i distribució per a Playboy Paperbacks. Posteriorment va treballar durant cinc anys al departament de vendes de Marvel Comics, primer com a assistent de gerent de vendes directes sota Carol Kalish, que el va contractar, i després va succeir a Kalish com a director de vendes. Durant aquest temps va fer alguns intents superficials de vendre històries, inclosa la presentació d'algunes trames de Moon Knight a Dennis O'Neil, però els seus esforços van ser infructuosos.
Tres anys després del mandat de David com a director de vendes directes, Jim Owsley es va convertir en director dels títols de Spider-Man. Tot i que el pas de les vendes a l'editorial es considerava un conflicte d'interessos a les oficines de Marvel, Owsley, a qui David descriu com a "conformista", va quedar impressionat de com David no havia dubtat anteriorment a treballar amb ell quan Owsley era assistent d'editor amb Larry Hama. Quan Owsley es va convertir en director, va comprar una història de Spider-Man a David, que va aparèixer a The Spectacular Spider-Man nº 103 (juny de 1985). Posteriorment, Owsley va comprar a David "The Death of Jean DeWolff", un misteri d'assassinat violent en un to més fosc que les històries de Spider-Man generalment més clares que es va publicar als números 107–110 (octubre de 1985 – gener de 1986) d'aquest títol. En resposta als càrrecs de conflicte d'interessos, David es va preocupar de no discutir qüestions editorials amb ningú durant les seves 9 a 5 hores com a director de vendes directes, i va decidir no explotar la seva posició com a director de vendes per promocionar el títol. Tot i que David atribueix les baixes vendes de la història a aquesta decisió, assegura que aquest pas de Sales a Editorial és ara habitual. A les oficines de Marvel, va circular un rumor que en realitat era Owsley qui estava escrivint les històries atribuïdes a David. No obstant això, David diu que Owsley va acomiadar-lo de Spectacular Spider-Man a causa de la pressió editorial de l'editor en cap de Marvel, Jim Shooter, i ha comentat que el ressentiment provocat per la compra de les seves històries per part d'Owsley pot haver danyat permanentment la carrera d'Owsley. Mesos més tard, Bob Harras va oferir a David The Incredible Hulk, ja que era un títol en dificultats que ningú més volia escriure, que li va donar via lliure a David per fer el que volgués amb el personatge.
Durant els seus 12 anys a Hulk, David va explorar els temes recurrents del trastorn de personalitat múltiple de Hulk, els seus canvis periòdics entre el Hulk verd més furiós i menys intel·ligent i el Hulk gris més intel·ligent i cerebral, i de ser un heroi oficial, que es van inspirar en The Incredible Hulk nº 312 (octubre de 1985), en què l'escriptor Bill Mantlo (i possiblement, segons David, Barry Windsor-Smith) havien establert per primera vegada que Banner havia patit abusos infantils a mans del seu pare. Aquests aspectes del personatge van ser utilitzats més tard en l'adaptació al llargmetratge de 2003 pel guionista Michael France i el director Ang Lee. Comic Book Resources atribueix a David el fet de convertir la sèrie que abans es venia poc en "un mega-èxit de lectura obligada". David va col·laborar amb diversos artistes que es van convertir en els favorits dels fans de la sèrie, com Todd McFarlane, Dale Keown i Gary Frank. Entre els nous personatges que va crear durant la seva carrera a la sèrie hi havia el Riot Squad i el Pantheon. David va escriure la primera aparició dels Thunderbolts, un equip creat per Kurt Busiek i Mark Bagley, a The Incredible Hulk #449 (gener de 1997).
Va ser després d'haver estat autònom durant un any i en la seva carrera a Hulk, que David va sentir que la seva carrera d'escriptor s'havia consolidat. Després de tantejar el terreny a DC Comics, i que l'editor Mike Gold li oferís escriure una minisèrie de quatre números de The Phantom, David va deixar la seva posició de vendes per escriure a temps complet. David va tenir un breu període escrivint Green Lantern quan el personatge era exclusiu de la sèrie d'antologia de curta durada Action Comics Weekly en els números 608–620 el 1988.
David es va fer càrrec de Dreadstar durant la seva etapa a First Comics, amb el número 41 (març de 1989) després que Jim Starlin deixés el títol, i hi va romandre fins al número 64 (març de 1991), l'últim número d'aquesta tirada. Altres treball de David a Marvel Comics a finals dels anys 80 i 90 inclou etapes a Wolverine, les sèries del New Universe Mark Hazzard: Merc i Justice, una etapa a X-Factor i la sèrie futurista Spider-Man 2099, sobre un home l'any 2099 que assumeix el mantell de Spider-Man, el personatge principal del qual va ser cocreat per David. David va deixar X-Factor després de 19 números, i va escriure els primers 44 números de Spider-Man 2099 abans de deixar aquesta sèrie per protestar contra l'acomiadament de l'editor Joey Cavalieri. El llibre es va cancel·lar dos números més tard, juntament amb tota la línia 2099.

#### Dècada de 1990

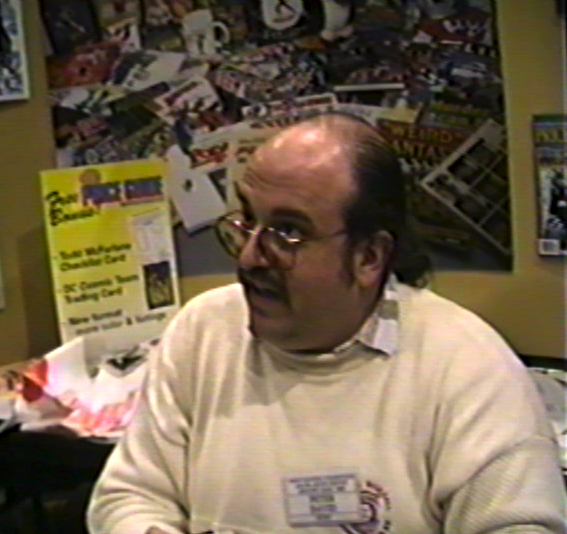
Peter David en una convenció de còmics a principis dels anys noranta

El 1990, David va escriure una minisèrie d'Aquaman de set números, The Atlantis Chronicles, per a DC Comics, sobre la història de la llar d'Aquaman, Atlantis, a la que David s'ha referit com una de les seves obres escrites de les quals està més orgullós, i la primera vegada que va escriure en format de guió complet. Més tard va escriure una minisèrie Aquaman de 1994, Aquaman: Time and Tide, que va donar lloc a un rellançament de la sèrie mensual Aquaman, els primers 46 números de les quals va escriure entre 1994 i 1998. La seva carrera sobre Aquaman va guanyar notorietat, ja que en el segon número del llibre, Aquaman va perdre una mà, que després va ser substituïda per un arpó, una característica del personatge que va perdurar durant la durada de la carrera de David a la sèrie. De manera més àmplia, la seva carrera va reformular el personatge com un home d'acció agressiu, un que mereix un major respecte, en contrast amb la "fila de puny que parla de peixos" en què l'havia convertit la sèrie de televisió Els Superamics (Super Friends). David va deixar aquesta sèrie per diferències creatives.
David va escriure el còmic Star Trek per a DC entre 1988 i 1991, quan aquesta empresa tenia els drets de llicència de la propietat, tot i que ha opinat que les novel·les s'adapten més a Star Trek, les històries de la qual no són molt visuals. Ell i Ron Marz van coescriure el crossover entre companyies DC vs. Marvel el 1996. David va gaudir d'execucions considerables a Supergirl i Young Justice, aquesta última finalment va ser cancel·lada perquè DC pogués utilitzar els personatges d'aquell còmic en un rellançament mensual de Teen Titans.
El treball de David per a Dark Horse Comics ha inclòs l'aventura d'espionatge per a adolescents SpyBoy, que va aparèixer en una sèrie i una sèrie de minisèries entre 1999 i 2004, i la minisèrie de 2007 The Scream.
Altres treballs de la dècada de 1990 inclouen la minisèrie Heroes Reborn: The Return de 1997 per a Marvel, i dues sèrie propietats seves com a creadors: Soulsearchers and Company, publicada per Claypool Comics, i el títol d'Epic Comics Sachs and Violens, que va produir amb co-creador/artista George Pérez.

#### Anys 2000
El treball de David a principis dels anys 2000 inclou dos volums de Captain Marvel i la sèrie limitada Before the Fantastic Four: Reed Richards.
David i la seva segona dona, Kathleen, van escriure el text final en anglès dels quatre primers volums de la sèrie de manga Negima per a Del Rey Manga.
L'any 2003, David va començar a escriure un altre còmic propietat del creador, Fallen Angel, per a DC Comics, que va crear per fer ús dels plans que havia ideat per a Supergirl després de la història de "Many Happy Returns", però que van quedar fora d'aquesta sèrie per la seva cancel·lació. Aquell mateix any, va escriure una sèrie de les Tortugues Ninja per a Dreamwave que es va vincular a la sèrie de televisió animada emesa aquell any.
DC va cancel·lar Fallen Angel després de 20 números, però David va reiniciar el títol a IDW Publishing a finals de 2005. Altres treballs d'IDW van incloure un one-shot de Spike: Old Times i el Spike vs. Dracula, ambdues basades en el personatge de les sèries de televisió Buffy the Vampire Slayer i Angel.

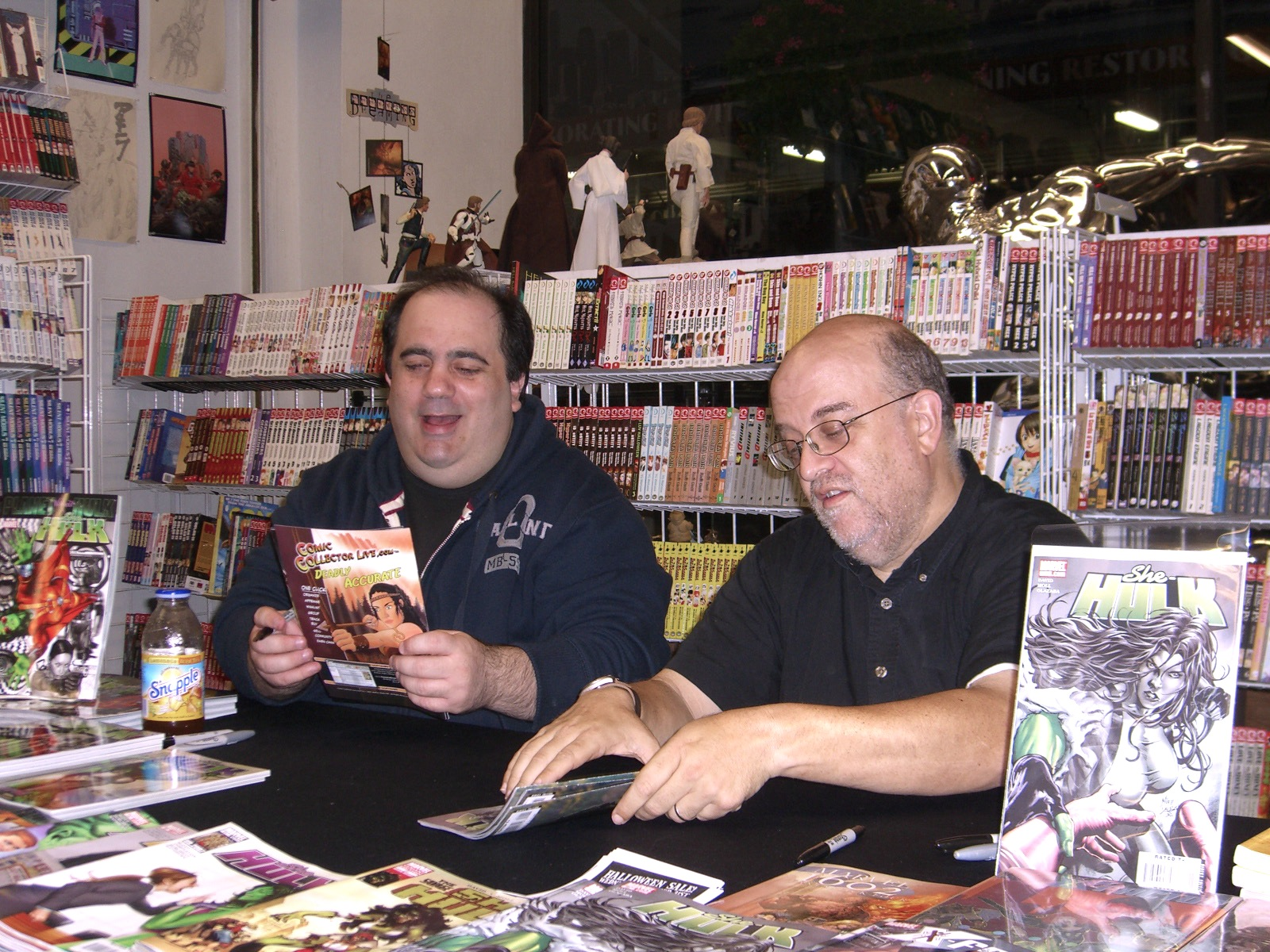
David amb l'escriptor Dan Slott a Jim Hanley's Universe a Manhattan, 25 d'octubre de 2007, promovent l'inici del mandat de David com a escriptor a She-Hulk.

El 2005, David va tornar breument a The Incredible Hulk, tot i que va marxar després de només 11 números a causa de la seva càrrega de treball. Va començar una nova sèrie, Friendly Neighborhood Spider-Man, començant amb una història encreuada de dotze parts anomenada "The Other", que, juntament amb l'etapa de J. Michael Straczynski a The Amazing Spider-Man, i la de Reginald Hudlin a Marvel Knights Spider-Man, presentava el protagonista dels títols quan va descobrir que s'estava morint, va perdre un ull durant una baralla traumàtica amb Morlun, va patir una metamorfosi i va sorgir amb noves habilitats i coneixements sobre els seus poders. Com acostuma a ser el cas quan s'introdueixen canvis fonamentals als personatges de còmics clàssics de llarga data, la història va causar certa controvèrsia entre els lectors per la seva introducció de les teranyines retràctils als braços de Spider-Man i l'establiment d'un "tòtem" del qual es deriven els seus poders. L'últim número de David d'aquest títol va ser el número 23.
David va escriure una minisèrie MadroX aquell any, l'èxit de la qual va portar al rellançament d'un volum 3 mensual de X-Factor escrit per ell. Aquesta va ser una versió renovada del títol protagonitzada tant per Madrox com per altres membres de l'antic títol de Factor X que David havia escrit a principis dels anys noranta, ara treballant com a investigadors en una agència de detectius amb aquest nom. El treball de David sobre el títol va obtenir elogis d'Ain't it Cool News, i David ha afirmat que la política d'opt-in/opt out i una planificació més gran amb què Marvel executa ara històries creuades van fet que la seva segona etapa al títol fos molt més fàcil. La seva decisió d'establir explícitament que els personatges masculins Shatterstar i Rictor comparteixen una atracció sexual entre ells (una confirmació de les pistes que s'havien establert a X-Force anys abans en números com X-Force nº 25, 34, 43, 49, 56 i X-Force '99 Annual), va ser criticades pel co-creador de Shatterstar, Rob Liefeld, encara que l'editor en cap Joe Quesada va donar suport a la història de David. David finalment va guanyar un premi GLAAD Media Award de 2011 al millor còmic pel seu treball en el títol.
L'11 de febrer de 2006, David va anunciar a la convenció WonderCon a Califòrnia que havia signat un contracte exclusiu amb Marvel Comics. Fallen Angel, Soulsearchers and Company i la minisèrie Spike de David van ser causa d'anterioritat al contracte, per no veure's afectades. El primer nou projecte emprès per David després de signar el contracte, que va anunciar el 5 d'abril de 2006, va ser escriure el diàleg de The Dark Tower: The Gunslinger Born, la sèrie derivada de les novel·les The Dark Tower de Stephen King, que havia de ser il·lustrat per Jae Lee, així com el guió dels còmics posteriors de Dark Tower.
David es va fer càrrec de She-Hulk de Marvel després de la marxa de l'escriptor Dan Slott, començant pel número 22. La seva etapa, que va obtenir elogis, va acabar amb el número 38, quan la sèrie va ser cancel·lada. Va escriure una minisèrie Sir Apropos of Nothing de 2008-2009, basada en el personatge de les seves novel·les, que va ser publicada per IDW Publishing.
Els altres còmics de David dels anys 2000 basats en propietats amb llicència o adaptades inclouen Halo: Helljumper, una minisèrie de 2009 basada en el videojoc Halo, un llibre de manga Ben 10: Alien Force de 2009 publicat per Del Rey, Ben Folds Four, una història de "La Sireneta" a l'antologia Fractured Fables de Jim Valentino que va ser elogiada per Ain't It Cool News, una adaptació de la pel·lícula Tron de 1982 que es va estrenar per relacionar-se amb la seqüela de la pel·lícula de 2010, i una preqüela de John Carter of Mars del llargmetratge de 2012. El 2010, va coescriure The Spider-Man Vault: A Museum-in-a-Book with Rare Collectibles Spun from Marvel's Web amb Robert Greenberger. David va escriure el guió de Avengers: Season One, una novel·la gràfica publicada per promoure l'estrena en DVD de The Avengers.

#### Anys 2010
El 24 de novembre de 2011, David va ser un dels manipuladors de globus que portava el globus Spider-Man durant la desfilada del dia d'acció de gràcies de Macy's.

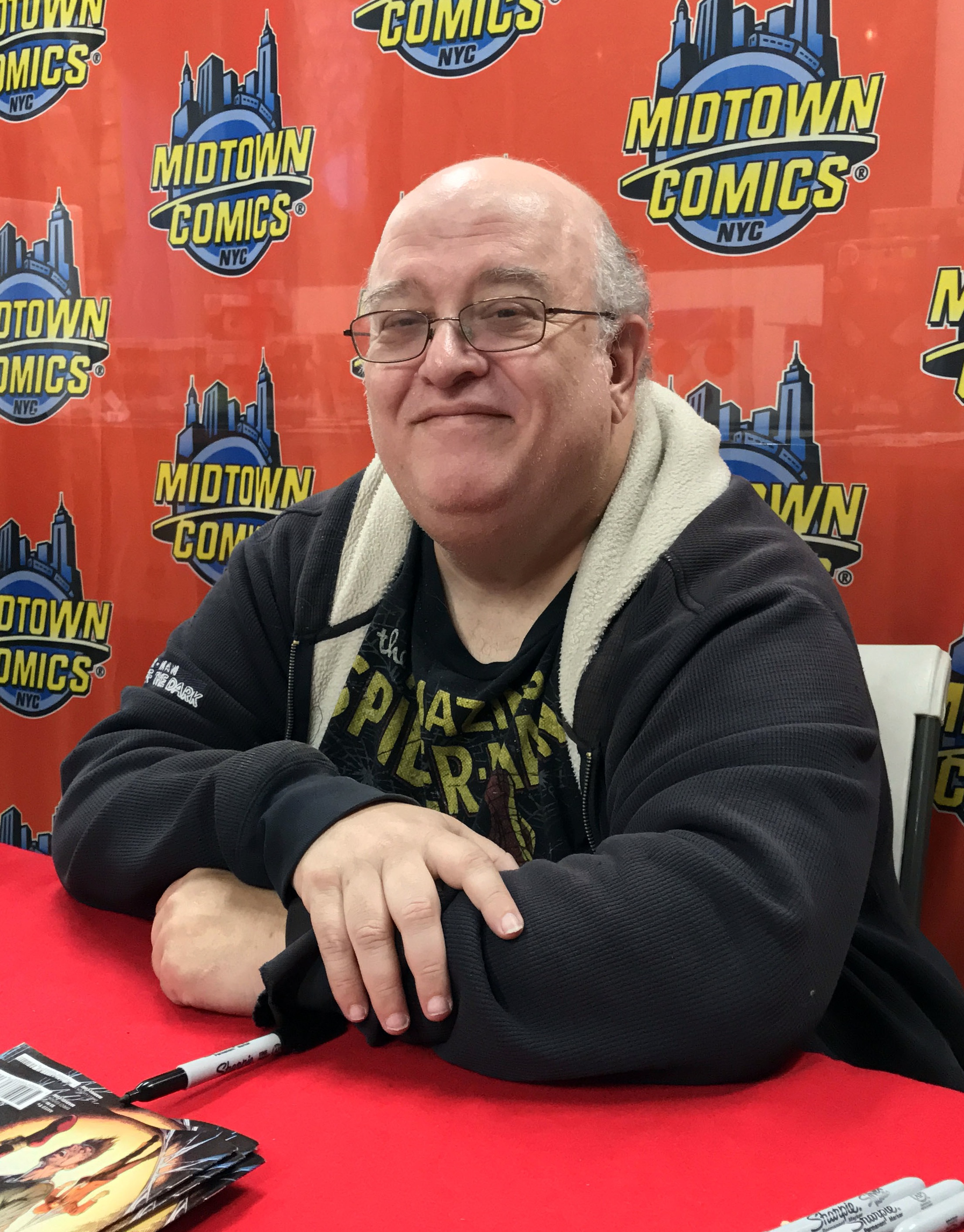
David a Midtown Comics el 2017.

L'octubre de 2013, X-Factor va acabar la seva carrera amb el número 262, concloent l'encarnació de la sèrie X-Factor Investigations. Aleshores, es va rellançar com a All-New X-Factor, una nova sèrie amb l'artista Carmine Di Giandomenico, com a part de la All-New Marvel NOW! iniciativa anunciada a la New York Comic Con de 2013. La història inicial, que continua els esdeveniments del número 260 de la sèrie anterior, estableix la nova versió de l'equip patrocinada per les empreses i inclou Polaris, Quicksilver i Gambit.
El juliol de 2014, David va tornar a Spider-Man 2099, escrivint el segon volum de Spider-Man 2099 amb l'artista Will Sliney. Amb aquesta sèrie, David tornava a escriure dues sèries, X-Factor i Spider-Man 2099, després d'haver-ho fet dècades abans, una coincidència que el va portar a fer broma a la convenció de l'edició especial de Nova York de juny de 2014: "No ho sé si estar orgullós d'això o si estic en una rutina!"
El 2014, David va escriure un arc de sis parts per a The Phantom per a l'editorial Hermes Press, una història que, segons es diu, David havia volgut escriure durant molts anys.
El 2015, Simon i Schuster van publicar la novel·la gràfica autobiogràfica de Stan Lee, Amazing Fantastic Incredible, que David va coescriure i que es va convertir en un best-seller del New York Times en la seva primera setmana de llançament.
L'abril de 2017, després de la conclusió de la història de Spider-Man "Dead No More: The Clone Conspiracy", que va veure el retorn de Ben Reilly, Marvel va estrenar la sèrie mensual Ben Reilly: The Scarlet Spider, amb David com a escriptor. David va explicar a Syfy Wire que quan Marvel li va oferir la feina, inicialment estava ambivalent, ja que Ben Reilly mai havia estat la seva encarnació preferida de Spider-Man, i donada la recent aparició de Reilly com el malvat Jackal. Tanmateix, David va tenir més en compte el fet que un còmic el personatge principal del qual tingués una visió del món esbiaixada i dolenta no era una cosa que Marvel havia fet gaire històricament, i va decidir que la premissa presentava oportunitats que l'intrigaven prou per acceptar la feina. El seu altre treball de Spider-Man durant aquestes dècades va incloure la minisèrie de cinc números del 2019 Symbiote Spider-Man, que té una puntuació de 7,5 sobre 10 a l'agregador de ressenyes Comic Book Roundup, i la minisèrie de seguiment del 2020 Symbiote Spider-Man. : Alien Reality, que té una qualificació de 7,6 a Comic Book Roundup.

### Novel·les
La carrera de David com a novel·lista es va desenvolupar paral·lelament a la seva carrera d'escriptor de còmics. David havia estat treballant en una editorial que va quebrar, i un antic company de feina d'aquesta editorial es va convertir en el seu agent, a través del qual va vendre la seva primera novel·la, Knight Life, a Ace Books. Tot i que la venda es va fer abans d'escriure cap còmic, la novel·la no es va publicar fins divuit mesos més tard, el 1987. La novel·la descriu la reaparició del rei Artús a l'actual ciutat de Nova York. Una altra de les seves primeres novel·les, Howling Mad, tracta sobre un llop que es converteix en ésser humà després de ser mossegat per un home llop. Ace Books va contractar David per escriure les novel·les Photon i Psi-Man, tot i que les van publicar amb el "nom de la casa" David Peters, davant les objeccions de David. David va actualitzar Knight Life anys més tard quan Penguin Putnam el va tornar a imprimir el 2003, i en va fer una trilogia amb les seqüeles One Knight Only i Fall of Knight, que es van publicar el 2004 i el 2007, respectivament. Penguin va tornar a publicar els llibres Howling Mad and the Psi-Man amb el nom real de David.
David va començar a escriure novel·les de Star Trek a petició de l'editor de Pocket Books Dave Stern, que era un fan del treball ee còmics de Star Trek de David. Les seves novel·les de Star Trek es troben entre aquelles per les quals és més conegut, com ara Q-in-Law ; jo, Q ; Vendetta ; Q-quadrat ; i Imzadi, una de les novel·les de Star Trek més venudes de tots els temps. Va crear la sèrie de novel·les en curs, Star Trek: New Frontier, una sèrie derivada de Star Trek: La nova generació, amb John J. Ordover el 1997. New Frontier va continuar fins al setembre de 2015, amb la publicació de la tercera part de la novel·la digital, The Returned, la darrera novel·la de New Frontier fins ara. Les altres novel·les de ciència-ficció de David inclouen escriure cinc novel·les de Babylon 5, tres de les quals eren originals i dues de les quals eren adaptacions de les pel·lícules de televisió Thirdspace i In the Beginning.
Les seves altres adaptacions de novel·les inclouen les de les pel·lícules The Return of Swamp Thing, The Rocketeer, Batman Forever, Spider-Man, Spider-Man 2, Spider-Man 3, Hulk, The Incredible Hulk, Fantastic Four i Iron Man. Va escriure una novel·la original d'Hulk, The Incredible Hulk: What Savage Beast, i una adaptació d'un guió de televisió d' Alien Nation, "Body and Soul".
La novel·la del 2009 de David, Tigerheart, és una reimaginació de Peter Pan amb una barreja de personatges nous i antics, explicat com una història victoriana abans d'anar a dormir, com el conte clàssic. Va ser elogiat per Ain't It Cool News, i homenatjat pel School Library Journal com un dels millors llibres per a adults de 2008 per a estudiants de secundària. La seva trilogia fantàstica Sir Apropos of Nothing, Sir Apropos of Nothing, The Woad to Wuin i Tong Lashing, inclou personatges i escenaris totalment creats per David, igual que la seva novel·la fantàstica de 2007, Darkness of the Light, que és la primera d'una nova novel·la. trilogia de novel·les titulada The Hidden Earth. La segona entrega, The Highness of the Low, estava programada per ser publicada el setembre de 2009, però David va relatar al seu bloc que s'ha endarrerit fins a l'hivern de 2012.
El treball de novel·la de 2010 de David inclou Year of the Black Rainbow, una novel·la coescrita amb el músic Claudio Sanchez de la banda Coheed and Cambria, que es va publicar amb l'àlbum de la banda del mateix nom, i una novel·la original de Fable The Balverine Order, ambientada. entre els esdeveniments de Fable II i Fable III. L'abril de 2011, David va anunciar que, a més d'una altra novel·la de Fable, ell i diversos escriptors, com Glenn Hauman, Mike Friedman i Bob Greenberger, estaven muntant un projecte d'edició electrònica anomenat Crazy Eight Press per publicar llibres electrònics directament a fans, el primer dels quals seria la història artúrica de David, The Camelot Papers. David va explicar que el segon llibre de la seva trilogia "Hidden Earth" es publicaria a través de Crazy Eight. El setembre de 2013, David va reconèixer que els llibres publicats a través de Crazy Eight no són tan lucratius per a ell com els dels editors que li paguen avançaments, i va anunciar que la seva novel·la llavors imminent, ARTFUL: Being the Heretofore Secret History of that Unique Individual, The Artful Dodger, Hunter of Vampyres (Amongst Other Things.), seria publicada per Amazon.com.

### Altres treballs publicats
- Abans que David es convertís en escriptor professional, va escriure fanficció, exemples dels quals inclouen The TARDIS at Pooh Corner.[118]
- David va començar a escriure la seva columna d'opinió setmanal, "But I Digress...", a Comics Buyer's Guide, des del 27 de juliol de 1990, acceptant fer la columna a proposta d'un fan anònim de Don i Maggie Thompson, editors de Comics Buyer's Guide,[119] David atribueix l'existència de la columna a Harlan Ellison, a qui ha intentat emular amb la columna, i que va escriure la introducció a la col·lecció But I Digress de 1994.[45][93] David dona els seus guanys de la columna a Comic Book Legal Defense Fund.[47] David va continuar la columna seguint CBG a un format de revista mensual el 2004, fins que la revista va deixar de publicar-se el març de 2013.[120] Mad Norwegian Press va publicar una segona col·lecció, More Digressions el juny de 2009.[93]
- David va ajudar l'actor de Star Trek James Doohan amb l'autobiografia de Doohan de 1996, Beam Me Up, Scotty.
- Una entrevista amb David va aparèixer al primer volum de Writers on Comic Scriptwriting el 2002.
- El llibre instructiu de David, Writing for Comics with Peter David, va ser publicat per Impact Books el juny de 2006.[121][122] Una segona edició, Writing for Comics and Graphic Novels with Peter David, es va publicar l'agost de 2009.[93]
- El conte de David, "Colors Seen by Candlelight", va aparèixer a Tales of Zorro, la primera col·lecció de curtmetratges originals de Zorro autoritzat per Zorro Productions, Inc. L'antologia, editada per Richard Dean Starr, va ser publicada per Moonstone Books el 2008.
- El 2009, David va organitzar una història round-robin satírica anomenada "Potato Noon", allotjada al seu lloc web.[123][124] que es va inspirar en l'anunci de Russet Noon, una novel·la de ficció de fans no autoritzada basada en la sèrie de novel·les Twilight de Stephenie Meyer.[125][126] Autors com Hugh Casey, Keith R.A. DeCandido, i Kevin Killiany van participar en la història, amb personatges com Michael Dukakis, Dan Quayle i Ernest Hemingway que van aparèixer al costat de versions satíriques dels personatges de Meyer. David va concebre la sàtira com una empresa sense ànim de lucre, i no tenia previst publicar la "Lluna de la patata" completada, ha permès la possibilitat d'un futur llançament benèfic en benefici de Comic Book Legal Defense Fund.[127]
- El 2022, David va comissariar una antologia titulada The Fans are Buried Tales.[128][129]

### Altres mitjans

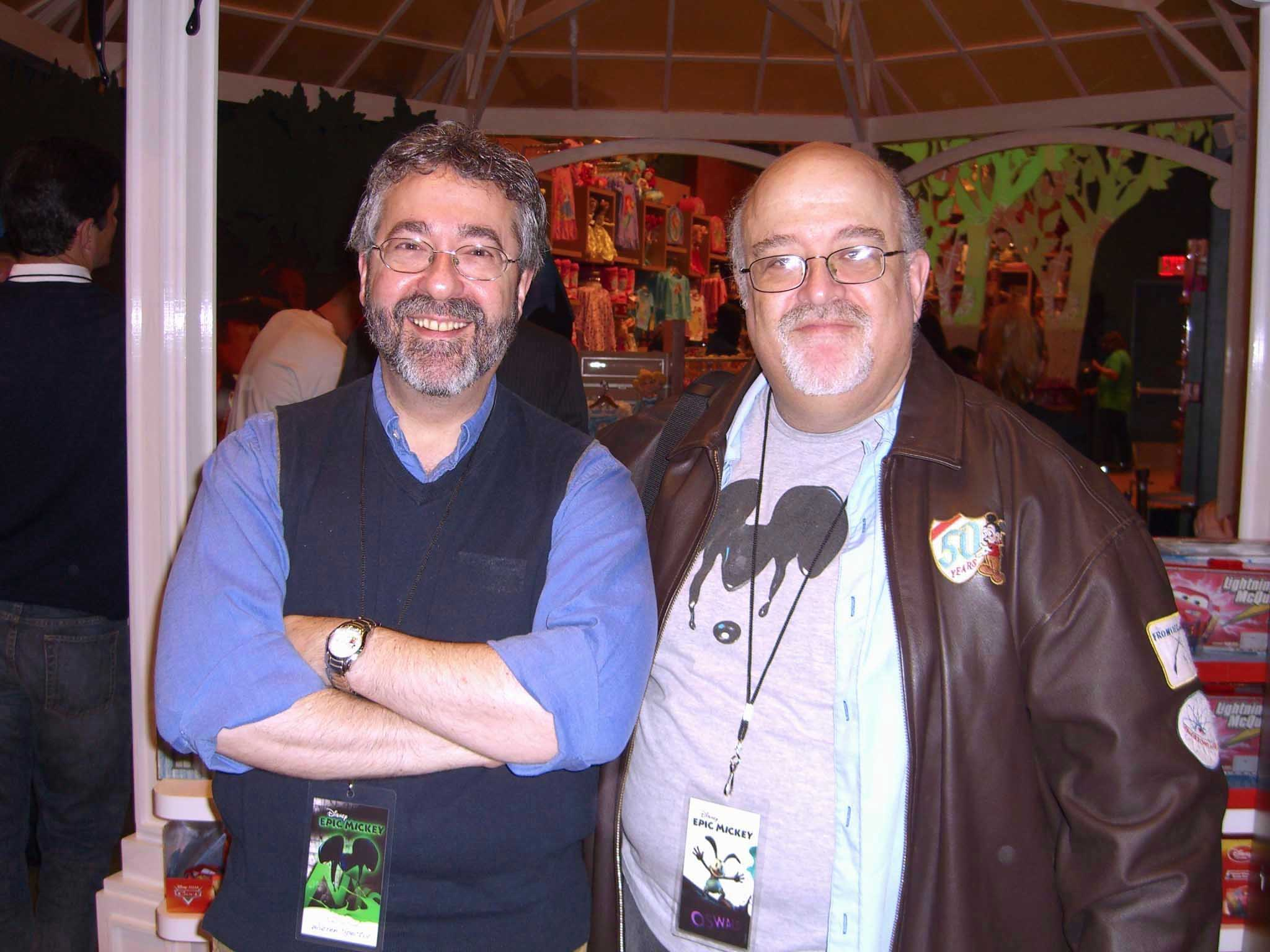
David amb Warren Spector el 30 de novembre de 2010 al Disney Store de Times Square per la festa de llançament d'Epic Mickey, que Spector va dissenyar i per a la qual David va escriure dos productes vinculats (tie-in).

David ha escrit per a diverses sèries de televisió i videojocs. Va escriure dos guions per a Babylon 5 (els episodis de la segona temporada "Soul Mates" i "There All the Honor Lies"), i l'episodi "Ruling from the Tomb" de la seva sèrie seqüela, Crusade. Amb l'actor i escriptor Bill Mumy, és cocreador de la sèrie de televisió Space Cases, que va funcionar durant dues temporades a Nickelodeon, i que va resultar ser el seu treball més lucratiu. El mateix David va aparèixer com a Ben, el pare de Bova, personatge regular de la sèrie, a l'episodi de la segona temporada "Long Distance Calls". La filla gran de David, Shana, va aparèixer més tard com a Pezu, l'ordinador sensible emocionalment alterat a l'episodi final de la sèrie "A Friend in Need". David ha escrit i coproduït diverses pel·lícules per a Full Moon Entertainment i també ha fet aparicions de cameo en algunes de les pel·lícules.
David va escriure un guió sense produir per a la cinquena temporada de Babylon 5 anomenat "Gut Reactions", que va escriure amb Bill Mumy.
David va escriure "In Charm's Way", un episodi de Ben 10: Alien Force. El guió es va gravar a principis de 2009 i l'episodi es va estrenar el 13 de novembre de 2009.< Més tard va escriure tres episodis del spin-off Ben 10: Ultimate Alien, el primer dels quals, "Reflected Glory", es va estrenar el 15 d'octubre de 2010.
David va escriure el guió del videojoc de l'Xbox 360 Shadow Complex, que es va lliberar l'agost de 2009.

David va escriure diversos episodis de la sèrie de televisió animada Young Justice, que es va estrenar el 2010, i està basada en la sèrie de còmics que va escriure entre 1998 i 2003. El primer episodi que va escriure és l'episodi #18. El mateix any, va escriure una adaptació a la novel·la gràfica del videojoc Epic Mickey, i una preqüela en còmic digital, Disney's Epic Mickey: Tales of Wasteland.
El 2011 David va escriure el videojoc Spider-Man: Edge of Time.
A la San Diego Comic-Con International de 2012, Stan Lee va anunciar el seu nou canal de YouTube, Stan Lee's World of Heroes, que emet diversos programes creats per Lee i altres creadors. Un d'ells, Head Cases, és una sitcom de superherois creada per David i la seva dona Kathleen i produïda per David M. Uslan. La sèrie se centra en Thunderhead, un aspirant a heroi que no pot utilitzar la seva habilitat per produir trons forts sense fer-se mal a ell mateix, el que el porta a convertir-se en una font de burla còmica a la comunitat de superherois. La sèrie, que explora els esdeveniments que ocorren entre les batalles que solen veure's als còmics, es basava en un concepte originat per Uslan, i en part inspirat en It's Always Sunny in Philadelphia. David descriu Head Cases com una pel·lícula de 75 minuts dividida en capítols web de 5 minuts. La sèrie compta amb aparicions convidades d'altres personalitats de la indústria, inclòs Stan Lee, que apareix com ell mateix, funcionant de manera similar a Norm Peterson de Cheers.

## Premis i nominacions

### Premis
- 1992 Premi Eisner al millor escriptor/artista o equip d'escriptor/artista (compartit amb Dale Keown per The Incredible Hulk)[147]
- 1993 Premi dels fans de Wizard
- 1993 Premi UK Comic Art
- 1994 Premi Golden Duck per a sèries per a adults joves (per Star Trek: Starfleet Academy)
- 1995 Premi OZCon 1995 d'Austràlia a l'escriptor internacional preferit
- 1996 Premio Haxtur al millor guió (per So That the Dark Dos Not Reach Us, a Hulk: The Fall of the Pantheon).[148]
- Premi Julie 2007 per èxits en diversos gèneres[149]
- Premi GLAAD Media 2011 al còmic destacat (X-Factor vol. 3)[83][84][85]
- 2011 International Association of Media Tie-In Writers Grandmaster Award (també conegut com Premi Faust)[150]
- 2016 Premi Inkpot de Comic-Con International[151]

### Nominacions
- 1992 Premio Haxtur al millor guió (per Atlantis Chronicles)[152]
- 1992 Premi Prometheus per (Star Trek: The Rift)[153]
- 1992 Premi Eisner a la millor sèrie continuada (compartit amb Dale Keown per The Incredible Hulk)[147]
- 1994 Premi Eisner al millor escriptor (per The Incredible Hulk)[154]
- 1995 Premio Haxtur a la millor història llarga (compartit amb George Pérez per Sachs &amp; Violens)[155]
- 1997 Cable Ace Award a la millor sèrie infantil (compartit amb Bill Mumy per Space Cases)[156][157]
- 1998 Premi Harvey al millor número o història individual (compartit amb Adam Kubert i Bobbie Chase per The Incredible Hulk #-1)[158]
- 1999 Premi Eisner a la millor sèrie nova (compartit amb Todd Nauck i Larry Stucker per Young Justice)[159]
- 1999 Premi Eisner al millor títol per a un públic jove (per Young Justice)[159]

## Vida personal
David va conèixer la seva primera dona, Myra Kasman, a una convenció de Star Trek. Es van casar el juny de 1977, amb el seu amic de la infància Keith fent de padrí. Van tenir tres filles junts, Shana, Guinevere i Ariel. Es van separar a finals de 1996, i es van divorciar cap al 1998. David va començar a sortir amb Kathleen O'Shea, una llibretera, titellaire i escriptora/editora el 1998. Després de sortir tres anys, David va declarar-se a O'Shea a l'Adventurers Club de Disney World el 3 de setembre de 2000. Es van casar el 26 de maig de 2001 a Atlanta. La seva filla, Caroline Helen David, va néixer el 5 de desembre de 2002. i porta el nom de la difunta amiga i companya de feina de David, Carol Kalish. David i la seva família viuen al Comtat de Suffolk, Nova York a la riba sud de Long Island, on la seva botiga de còmics local preferida és Fourth World Comics a Nova York.:159 El pare de David, Gunter, va morir de càncer el 20 d'abril de 2015. La mare de David, Dalia, va morir el 27 de maig de 2017.
David havia estat un jueu conservador, però des d'octubre de 2003, assisteix a una sinagoga reformista. El seu nom hebreu en forma patronímica és Jacob Ben Joachim. Tanmateix, ha expressat reserves sobre la religió organitzada.
David era un gran aficionat a les bitlles, i també un jugador de bitlles, igual que la seva filla Ariel. Era un fan dels New York Mets, i practicava taitxi.
El juny de 2010, la dona de David va anunciar al seu lloc web que s'havia sotmès a una cirurgia amb èxit per alleujar un mal d'esquena greu. Més tard va explicar al seu lloc que el dolor, que portava tres setmanes patint als malucs i als genolls, la havia deixat incapaç de funcionar i finalment se li va diagnosticar com una hèrnia discal causada per fragments d'os i acumulació de líquid. Es va sotmetre a una discectomia de tres hores, i se li va dir que les seves forces tornarien en sis mesos.
El 29 de desembre de 2012, David va patir un ictus mentre estava de vacances a Florida. L'ictus va ocórrer a la secció de la protuberància anular del cervell de David, per la qual va perdre la major part de l'ús del braç dret i la cama dreta, i va patir una visió borrosa a l'ull dret. Tot i que es va indicar que una recuperació total era poc probable, es va mantenir de bon humor i es va sotmetre a teràpia física per tornar a la seva rutina anterior. os mesos i mig després, el seu estat havia millorat. Els seus problemes de visió van desaparèixer i va poder moure's per casa seva sense cadira de rodes i reprendre les bitlles i la pràctica del taitxi. Havia fet un progrés lent i constant a la cama i el braç dret, i continuava la seva teràpia. Sis mesos després de l'ictus, David havia completat la seva teràpia física, tot i que encara patia una mica de dolor a l'espatlla, i tenia la intenció de treballar per millorar la seva resistència reduïda. David va revelar el gener de 2015 que li havien diagnosticat diabetis tipus 2 un any abans.
El març de 2017, David va anunciar al seu bloc que l'IRS exigia que pagués 88.000 $ USD en impostos, sancions i interessos no pagats, que es van començar a acumular quan el seu divorci de la seva primera dona va esgotar els seus estalvis. Va iniciar una campanya GoFundMe per recaptar diners d'amics i fans, que va recaptar 68.000 dòlars el 12 d'abril. David va anunciar que començaria un compte Patreon on publicaria nous treballs, i que s'utilitzaria per pagar impostos, i va demanar als seus lectors les seves sol·licituds de contingut. L'11 de maig, després d'haver venut alguns originals de còmics adquirits dues dècades abans, els deutes dels David es van saldar.
El 27 de novembre de 2022, Graham Murphy va llançar un altre GoFundMe, que va explicar que la salut de David estava de nou empitjorant després d'una insuficiència renal, una altra sèrie d'ictus i un atac de cor lleu.
David va morir el 24 de maig de 2025, a l'edat de 68 anys.